# Brother oh Brother
Brother oh Brother är en sång skriven av Fredrik Kempe och Henrik Wikström, och inspelad av Måns Zelmerlöw på albumet Stand by For... 2007. Den placerade sig som högst på sjunde plats på Sverigetopplistan, och blev även en stor framgång på Svensktoppen där den låg i åtta veckor under perioden 18 november-6 januari 2008 innan den lämnade listan.
Sången tolkades även av Black-Ingvars i Dansbandskampen 2009.

## Listplaceringar
| Lista (2007-2008) | Topplacering |
| ----------------- | ------------ |
| Sverige           | 7            |

### Fotnoter
1. ↑  ”Brother oh Brother”. Svensk mediedatabas. 27 februari 2007. http://smdb.kb.se/catalog/id/002122248. Läst 28 juli 2014.
2. ↑  ”Söndag 18 november 2007”. Sveriges Radio. 18 november 2007. http://sverigesradio.se/sida/topplista.aspx?programid=2023&date=2007-11-18. Läst 28 juli 2014.
3. ↑  ”Söndag 6 januari 2008”. Sveriges Radio. 6 januari 2008. http://sverigesradio.se/sida/topplista.aspx?programid=2023&date=2008-01-06. Läst 28 juli 2014.
4. ↑  ”Söndag 13 januari 2008”. Sveriges Radio. 13 januari 2008. http://sverigesradio.se/sida/topplista.aspx?programid=2023&date=2008-01-13. Läst 28 juli 2014.
5. ↑  ”Date nära final i Dansbandskampen”. Göteborgs-Posten. 29 oktober 2009. Arkiverad från originalet den 28 juli 2014. https://web.archive.org/web/20140728130605/http://www.gp.se/nyheter/1.237765-date-nara-final-i-dansbandskampen-. Läst 28 juli 2014.
6. ↑  ”Brother oh Brother”. Swedishcharts. 2007-2008. http://www.swedishcharts.com/showitem.asp?interpret=M%E5ns+Zelmerl%F6w&titel=Brother+Oh+Brother&cat=s. Läst 26 juli 2014.